# Kazimierz Madej (artysta)
Kazimierz Madej (ur. 19 września 1952) – polski malarz, reżyser, aktor i kabareciarz, dyrektor krakowskiego kabaretu Loch Camelot, wieloletni scenograf i artysta Piwnicy pod Baranami.
Ukończył studia na wydziale malarstwa Akademii Sztuk Pięknych w Krakowie w 1977.
W 1984 zdobył nagrodę za najlepszą scenografię na festiwalu Internazionale Atti Unici w Arezzo (do spektaklu „Piwnicy pod Baranami”). Również w 1984 brał udział w Ogólnopolskim Zjeździe Performerów we Wrocławiu z krakowską grupą KONGER.
W 1989 w Pałacu pod Baranami zrealizował „Spektakl Excentryczny”. W styczniu 1991 wraz ze Zbigniewem Rajem założył „Salon Excentryczny”. Zrealizował z „Salonem” spektakl „Czarujący Dekapitator”. W 1991 w „Piwnicy pod Baranami” wyreżyserował sztukę Ghelderodego „Eskurial”.
W 1990 został laureatem nagrody im. Wiesława Dymnego, przyznanej za wszechstronną działalność artystyczną przez Fundację im. Wiesława Dymnego z siedzibą w Montrealu.
13 marca 1992 w „Klubie Garnizonowym” w Krakowie założył „Kabaret Miejski”. Premierowy spektakl nosił tytuł „Cudowny bękart”. W 1993 kabaret został przeniesiony na ul. św. Tomasza 17 i przemianowany na „Loch Camelot”. Kazimierz Madej od początku pełnił w nim funkcję dyrektora.
Brał udział w tworzeniu, i przygotował scenografię dla spektaklu „Dzieci Rimbaud”, którego premiera odbyła się 20 listopada 1997 w „Piwnicy pod Baranami”.
Swoje prace malarskie wystawia w galerii „Szalom”.
Wspominał początki Piwnicy pod Baranami w filmie z cyklu Rozmowy z Piotrem Wojciech Morek z 2011 r. W 2017 wystąpił w filmie z cyklu Z Andrusem po Galicji.